# Irena Fuchsová
Irena Fuchsová (* 22. června 1950 v Kolíně) je česká spisovatelka a publicistka, původním povoláním divadelní suflérka (nápovědka) v pražském Činoherním klubu. Svoji první knihu vydala v roce 2001, od té doby jí vyšlo již více než třicet knížek. Jedná se v současnosti o oblíbenou autorku povídek a fejetonů, která své práce, mimo jiné, také publikuje v různých ženských a společenských časopisech.

## Biografie
Kolínská rodačka pochází z ochotnické rodiny. Je vnučkou Františka Červína, režiséra, autora divadelních her, herce a vedoucího kolínského ochotnického spolku. V roce 1954 onemocněla dětskou obrnou, s trvalými následky. Byla dvakrát vdaná, současným manželem je Jan Fuchs. Má dceru Ritu a syna Filipa.
Od roku 1968 pracovala v kolínském divadle jako uklízečka a šatnářka a v roce 1970 zde nastoupila jako nápovědka. Autorka si za sebou po nástupu do kolínského divadla táhne tenhle kádrový profil:Irena F. vstupuje ve svých 24 letech v divadle do SSM (Socialistický svaz mládeže). - Irena F. se stává předsedkyní SSM. - Irena F. žádá o tři roky později o vstup do KSČ (Komunistická strana
Československa). - Za další rok se stává kandidátkou a za dva roky členkou KSČ. - Irena F. studuje VUML (Večerní univerzita marxismu-leninismu). - Irena F. se stává předsedkyní organizace KSČ v divadle. - Irena F. nepodepisuje (na rozdíl od většiny zaměstnanců divadla) petici Několik vět. - Irena F. prohlašuje na jednom z mítinků Občanského fóra v listopadu 1989 v divadle, že "je komunistka a jako komunistka je rozhodnutím ústředního výboru KSČ zklamaná a rozhořčená". Irena F. doporučuje kolínským gymnazistům, že "až ze strany odejdou všichni hajzlové, bude strana potřebovat právě je, nezkažené, čisté".Irena F. v roce 1990 vystupuje z KSČ.V roce 1993 bylo kolínské divadlo zrušeno a Irena Fuchsová 1. 6. 1994 nastoupila na místo suflérky v Činoherním klubu. Hrála i několik vedlejších rolí.
Její první vydaná kniha se jmenuje Divadelní vejšplechty a vyšla v roce 2001. Od té doby vydává ročně 2 až 4 knihy. V roce 2008 změnila nakladatele. Některé ze svých knih také sama namlouvá pro nevidomé. Své povídky, včetně erotických, publikuje i v řadě časopisů.

## Knižní dílo
- 2001 Divadelní vejšplechty
- 2002 Když se žena svléká
- 2002 Když muž miluje muže (znovu vydáno 2009)
- 2002 Když má šéf pět žen
- 2003 Když se žena topí
- 2003 Když si žena splete kozla
- 2003 Když se žena rozvede
- 2003 Když staré děti pláčou
- 2004 Když je žena v lázních
- 2004 Když mě divadlo svléklo donaha
- 2004 Když je muž moc hodný
- 2005 Když se ženy domluví
- 2005 Když nemám, co jsem nechtěla
- 2005 Když chce žena zhubnout
- 2006 Když Anna utekla
- 2006 Když se žena naštve
- 2006 Když řeka tekla pod ledem
- 2007 Když chci zabít manžela
- 2007 Když ženy mají své dny
- 2008 Když je muž v lázních
- 2008 Když žena prosí o potrat
- 2008 Když jsem potkal anděla
- 2009 Když je kolo v kufru
- 2009 Když divadlo sundá masku
- 2010 Když syn píše líp než máma
- 2010 Když se řekne Fuchsoviny
- 2010 "Když se zamiluje muž pošťáckou láskou"
- 2011 "Když se řekne Fuchsoviny II."
- 2012 "Když Aleš nosí moji sukni aneb třiasedmdesát mých stříbrných blogů
- 2013 "Když světlo projde špínou, zůstane čisté"
- 2014 "Mikuš, Julie, Josef, Katka, Petr, Klárka, Karel, Irena, Hana, Rudolf, Marie, Alenka, Ladislav, David, Adélka (první kniha pro děti i dospělé)